# Elisabeta của România
Elisabeta của România (Elisabeta Charlotte Josephine Alexandra Victoria; tiếng Romania: Elisabeta, tiếng Hy Lạp: Ελισάβετ, phiên âm : Elisábet; 12 tháng 10 năm 1894 – 14 tháng 11 năm 1956) là con thứ hai và là con gái lớn của Ferdinand I của România và Marie của Sachsen-Coburg và Gotha. Elisabta là Vương hậu Hy Lạp từ ngày 27 tháng 9 năm 1922 đến ngày 25 tháng 3 năm 1924 với tư cách là vợ của Georgios II của Hy Lạp.